# 보스니아 헤르체고비나 프리미어리그
보스니아 헤르체고비나 프리미어리그(보스니아어: m:tel Premijer liga Bosne i Hercegovine / м:тел Премијер лига Босне и Херцеговине)는 보스니아 헤르체고비나의 최상위 축구 리그이다. 이 리그는 12개 팀으로 구성되어 있다. 매 시즌마다 하위 두 팀은 강등되고 두 개의 하위리그에서 한 팀씩 승격된다. 리그 우승 팀은 UEFA 챔피언스리그 2차예선 진출권을 얻고 2~3위팀과 컵 우승 팀에게는 UEFA 유로파리그 3차예선 진출권이 주어진다.
2000년까지 보스니아 헤르체고비나에는 민족에 따라 구분되는 세 개의 독립적인 대회가 존재하고 있었다. (보스니아인, 세르비아계 보스니아인, 크로아티아계 보스니아인) 각각의 대회에는 그들만의 리그와 컵대회가 존재했다. 1998년에 FK 젤레즈니차르 사라예보가 UEFA와 보스니아 헤르체고비나 축구 협회에서 주관한 플레이오프를 통해 공식적인 보스니아 헤르체고비나의 첫 번째 우승 팀이 되었다. 2000년에 두 번째 플레이오프가 열렸고, 2000-01 시즌부터 정규리그가 시작되었다. (하지만 세르비아계 보스니아인들의 대회는 그후로도 2년간 계속되었다.) 2002-03 시즌부터 프리미어리그가 최상위리그가 되었다.

## 2015-16 시즌 클럽팀
- FK 보라츠 바냐 루카
- NK 첼리크 제니차
- FK 드리나 즈보르닉
- FK 믈라도스트 도보이 카카니
- FK 올림피츠
- FK 라드니크 비옐리나
- FK 루다르 프리예도르
- FK 사라예보
- FK 슬라비야
- FK 슬로보다 투즐라
- NK 시로키브리예그
- NK 트라바니크
- FK 벨레즈 모스타르
- NK 비테즈
- HŠK 즈린스키 모스타르
- FK 젤레즈니차르 사라예보